# 王皮溜镇
王皮溜镇，是中华人民共和国河南省周口市鹿邑县下辖的一个乡镇级行政单位。

## 行政区划
王皮溜镇下辖以下地区：
王皮溜社区、普小庄社区、普元社区、刘大庄村、张斌营村、张庄村、大林庄村、枣元村、姚庄村、小谷庄村、张寨村、王小庙村、刘各村、陈洼村、小安庄村、马庄村、王楼村、龚店村、龙庄村、李堆村、范桥村、小厂村、闫湾村、张楼村、钟庄村、潘庄村和郝庄村。